# Alpinia gigantifolia
Alpinia gigantifolia là một loài thực vật có hoa trong họ Gừng. Loài này được (Elmer) R.M.Sm. mô tả khoa học đầu tiên năm 1990.